# Туканский сельсовет
Туканский сельсовет — муниципальное образование в Белорецком районе Башкортостана России. Административный центр — село Тукан.

## История
Согласно Закону о границах, статусе и административных центрах муниципальных образований в Республике Башкортостан имеет статус сельского поселения. До 17 декабря 2004 года имел статус поссовета.

## Население
| 1961  | 1969  | 2002  | 2009  | 2010  | 2012  | 2013  |
| ----- | ----- | ----- | ----- | ----- | ----- | ----- |
| 8028  | ↘6700 | ↘2131 | ↘1870 | ↘1493 | ↘1440 | ↘1399 |
| 2014  | 2015  | 2016  | 2017  |       |       |       |
| ↘1366 | ↘1300 | ↘1241 | ↘1191 |       |       |       |

## Состав сельского поселения
| № | Населённый пункт  | Тип населённого пункта       | Население |
| - | ----------------- | ---------------------------- | --------- |
| 1 | Тукан             | село, административный центр | ↘1331     |
| 2 | Тара              | село                         | ↘59       |
| 3 | Бзяк              | деревня                      | ↘48       |
| 4 | Ахмерово          | деревня                      | ↗24       |
| 5 | Майгашля          | деревня                      | ↘15       |
| 6 | Комарово          | деревня                      | ↘10       |
| 7 | Ермотаево         | деревня                      | ↗5        |
| 8 | Западная Майгашля | деревня                      | ↘1        |